# Mandobo Bawah jezik
Mandobo Bawah jezik (ISO 639-3: bwp; dumut, “kaeti”, kambon, mandobbo, nub), transnovogvinejski jezik uže skupine ok-awyu, kojim govori oko 2 000 ljudi (2002 SIL) u području rijeke Fly u selima Getentiri, Anggai, Butiptiri, Subur, Aiwat i Kaisah. 
Uz još nekoliko jezika ketum [ktt], kombai [tyn], mandobo atas [aax], wambon [wms] i wanggom [wng] čini podskupinu Dumut

## Vanjske poveznice
- Ethnologue (14th)
- Ethnologue (15th)